# 데이브 롬바르도
데이브 롬바르도(Dave Lombardo, 1965년 2월 16일 ~ )는 쿠바 출신이며 미국의 스래시 메탈 밴드 슬레이어의 공동 창립자이자 드러머이다. 그는 현재까지 그래미에서 세 번 노미네이트되었고 두 번 시상을 받았다. 롬바르도는 슬레이어의 9개의 앨범 제작에 참여했는데 그중 1986년 앨범 Reign in Blood은 올뮤직에서 "획기적이다"라고 극찬을 받았으며 2006년 앨범 Christ Illusion 또한 많은 호평을 받았다. 30년이 넘는 음악 커리어 동안 그는 여러 장르를 넘나들며 35개 프로젝트의 레코딩 작업에 참여하였다. 그는 슬레이어뿐만 아니라, 그립 Inc, 판토마스, 테스터먼트, 수어사이덜 텐던시 같은 여러 밴드에서 공연하였다. 그는 현재 수어사이덜 텐던시, 데드 크로스, 더 미스피츠에서 드러머로 활동 중이다.
롬바르도는 굉장히 공격적인 연주를 하는 드러머로 유명하다. 그의 연주는 "놀라울 정도로 혁신적이다"라는 평가를 받는다. 드러머월드에서는 그를 "더블 베이스 드럼의 대부" 란 별명을 붙여주었다. 그는 메탈 씬 전체에 큰 영향을 끼쳤으며 특히 스래시 메탈과 데스 메탈 장르에서 활동하는 현대의 메탈 드러머들에게 귀감이 되는 인물이다.